# Char solaire de Trundholm

Animation du char solaire de Trundholm.

Le char solaire de Trundholm est un objet de bronze découvert en 1902 près de Nykøbing, en Zélande-du-Nord, au Danemark. Il a été daté de l'Âge du bronze, aux alentours de 1400 av. J.-C. C'est la plus ancienne représentation de char solaire connue en Europe. Il est conservé au musée national du Danemark, à Copenhague.

## Historique
Le char solaire de Trundholm a été découvert en 1902 par un paysan dans le marécage de Trundholm, à Odsherred, près de Nykøbing, en Zélande-du-Nord.

## Description
La pièce, entièrement faite de bronze, est constituée d'un disque solaire tiré par un cheval, le tout reposant sur des roues. L'ensemble mesure 60 cm de long. Le cheval, d'une belle facture, repose sur quatre roues possédant chacune quatre rayons, dont une seule est demeurée intacte. Le disque solaire, d'un diamètre de 25 cm, repose sur deux roues et a conservé une partie de sa dorure sur une face.
La face dorée, située sur la droite du cheval, représenterait le parcours diurne du Soleil d'est en ouest, l'autre face, sombre, le parcours nocturne. Le char était peut-être conduit par le Soleil, à moins que le Soleil fût le char lui-même.
C'est la plus ancienne représentation de char solaire connue en Europe. La présence d'un char dans cette région est un témoignage rare pour cette période.

## Interprétation
On admet généralement aujourd'hui que ce char solaire est la représentation en miniature d'un char cultuel que l'on promenait sur un parcours solaire-magique, comme nous l'indiquent les cultes de Nerthus, en Allemagne du Nord, et de Freyr, en Suède.
L'objet aurait été déposé en offrande dans une sépulture qui a disparu depuis.

## Culture
Depuis 2009, le Danemark diffuse une nouvelle série de billets de banque. Le char de Trundholm figure sur les nouveaux billets de 1 000 couronnes danoises.
Une copie du char solaire de Trundholm est conservée dans le musée central romain-germanique, à Mayence, en Allemagne.